# Kovásznai Sándor
Kovásznai Sándor (Fintaháza, 1730. február 12. – Marosvásárhely, 1792. március 8.) református tanár.

## Élete
Marosvásárhelyen tanult, ahol később köztanítóságot viselt. Azután öt évig (1755-1760 között) gróf Lázár Imre mellett nevelősködött, majd 1760-ban külföldre indult és ott július 19-én beiratkozott a leideni egyetemre. 1763 végén tért haza, 1764 januárjában tanárként helyezkedett el Marosvásárhelyen és haláláig ott dolgozott. Sírja a marosvásárhelyi református temető ravatalozója mellett található. Halálakor a Bécsi Magyar Kurír a következő cikket jelentette meg: "A régi nyelveket: zsidót, görögöt, deákot az ehhez hasonló régiségekkel és históriákkal együtt nagy előmenetellel tanította... a szentírást úgy tudta és magyarázta, mintha gyermekségétől fogva - egyebeket mellőzvén - minden elmebeli és testi tehetségeit annak tanítására fordította volna. ...emellett nagy filosofus, nagy matematikus, nagy rétor, nagy poéta, egyszóval minden nagy volt." 2005 nyarán róla nevezték el a Somosdi Általános Iskolát.

## Művei
- Laudatio funebris memoriae… Emerici Lázár. (Nagyszeben, 1761.)
- Laudatio funebris… com. Lad. Teleki de Szék. (Kolozsvár, 1779.)
- Speculum parentis domo forisque optimi (Másik gyászbeszéd gr. Teleki László felett). (Kolozsvár, 1779.)
- Laudatio funebris Mariae Theresiae… (Nagyszeben, 1780.)
- Carmina exequialia… (Utrecht, 1782.) Oratio ad inaugurandum… novum auditorium in ill. gymnasio Vásárhelyensi… (Uo. 1784.) * „Cicerónak az emberek tisztéről és kötelességeiről” írt munkájának fordítása (1795.)
- Az ész igaz útján. (Bukarest 1970)